# Silverstoneia punctiventris
Espèce
Silverstoneia punctiventris est une espèce d'amphibiens de la famille des Dendrobatidae.

## Répartition
Cette espèce est endémique du département de Chocó en Colombie. Elle se rencontre de 80 à 200 m d'altitude dans la Serranía del Baudó.

## Description
Les mâles mesurent de 16,8 à 17,6 mm et les femelles de 17,7 à 20,3 mm.

## Publication originale
- Grant & Myers, 2013 : Review of the frog genus Silverstoneia, with descriptions of five new species from the Colombian Chocó (Dendrobatidae, Colostethinae). American Museum novitates, no 3784, p. 1-58 (texte intégral).